# Майкл Гарнетт
Майкл Гарнетт (англ. Michael Garnett; 25 листопада 1982, м. Саскатун, Саскачеван, Канада) — канадський хокеїст, воротар. Виступає за «Трактор» (Челябінськ) у Континентальній хокейній лізі. 
Виступав за «Ред-Дієр Ребелс» (ЗХЛ), «Саскатун Блейдс» (ЗХЛ), «Грінвілл Гррраул» (ECHL), «Чикаго Вулвз» (АХЛ), «Гвіннетт Гладіаторс» (ECHL), «Атланта Трешерс», «Нафтохімік» (Нижньокамськ), ХК МВД, «Динамо» (Москва).
В чемпіонатах НХЛ — 24 матчі.
Досягнення
- Срібний призер КХЛ (2010)
- Чемпіон ЗХЛ (2001)
- Володар Меморіального кубка (2001)
- Учасник матчу усіх зірок КХЛ (2010).